# Мехау (Арендзе)

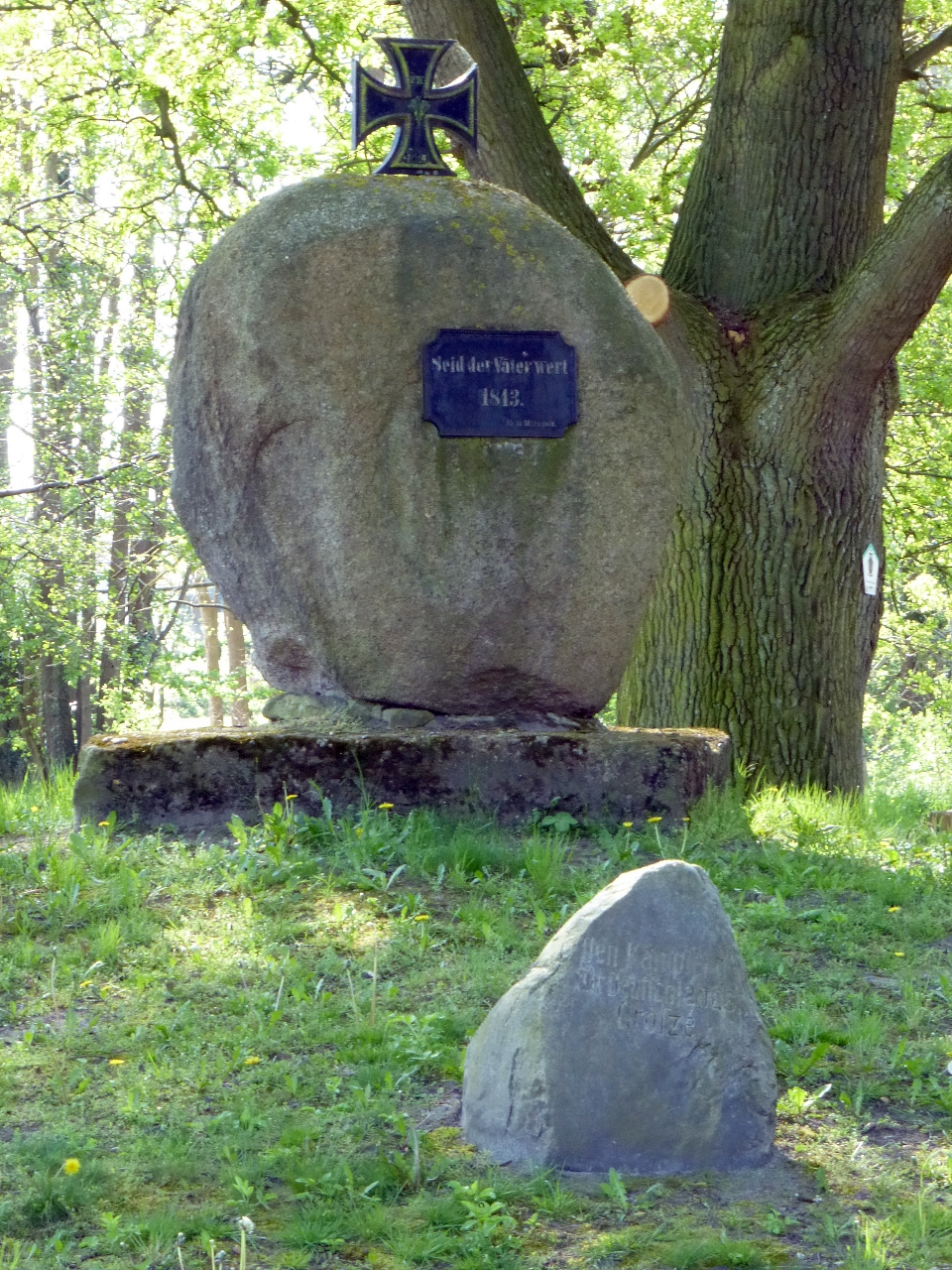
Мемориальный камень в Мехау с надписью «Будьте достойны отцов»

Мехау (нем. Mechau) — район, бывшая коммуна в Германии, в земле Саксония-Анхальт.
С 1 января 2011 года входит в состав города Арендзе района Зальцведель. Подчиняется управлению Зальцведель-Ланд. Население составляет 279 человек (на 31 декабря 2006 года). Занимает площадь 14,92 км².

## Расположение
Находится на границе с Нижней Саксонией. На центральной площади города находится охраняемый памятник природы: дуб и большой валун с надписью «Будьте достойны отцов» (нем. Seid der Väter wert.) в память о жертвах войны 1813 года.

## Символы
Герб
Посередине серебряная церковь на зеленом поле с стрельчатым черным дверным проёмом и двумя черными арочными проёмами окон; башня с круглым черным проёмом. Верхну слева золотая ветка липы с тремя листьями, справа вверху золотое колесо с 6 спицами.
Флаг
Флаг состоит из трёх полос: зеленый — белый — зеленый с изображением герба на центральной широкой белой полосе.